# Pèl·lion
Pèl·lion (en llatí Pelium, en grec antic Πήλιον, Πέλλιον) era una ciutat de la Dassarètia, a la frontera amb Macedònia, que controlava el pas que portava a aquesta país. Era un lloc de gran importància estratègica.
Alexandre el Gran, al retornar de l'expedició contra els getes, va atacar la ciutat en el marc de la guerra contra els reis Il·liris Clit i Glàucies. Derrotats els il·liris, Clit va calar foc a la ciutat. Segons Flavi Arrià, la ciutat estava situada al peu d'una muntanya molt boscosa i vora un congost molt estret per on passava el riu Eordacos, que deixava un pas molt petit i fàcil de defensar.
El cònsol Publi Sulpici Galba Màxim en la seva primera campanya contra Filip V de Macedònia, va creuar Eòrdia i va entrar a Pèl·lion on va deixar una forta guarnició, diu Titus Livi. Era un lloc ben situat per emprendre expedicions contra l'enemic.
Correspondria a la moderna Peliássa (Πηλίασσα) o a Pórjani, més probablement la primera per la similitud del nom.